# Цопа
Цопа (рум. Țopa) — село у повіті Муреш в Румунії. Входить до складу комуни Албешть.
Село розташоване на відстані 223 км на північний захід від Бухареста, 40 км на південний схід від Тиргу-Муреша, 114 км на південний схід від Клуж-Напоки, 87 км на північний захід від Брашова.

## Населення
За даними перепису населення 2002 року у селі проживала 361 особа.
Національний склад населення села:
| Національність | Кількість осіб | Відсоток |
| -------------- | -------------- | -------- |
| румуни         | 318            | 88,1%    |
| угорці         | 38             | 10,5%    |
| цигани         | 5              | 1,4%     |

Рідною мовою назвали:
| Мова      | Кількість осіб | Відсоток |
| --------- | -------------- | -------- |
| румунська | 327            | 90,6%    |
| угорська  | 33             | 9,1%     |